# Baróti Judit

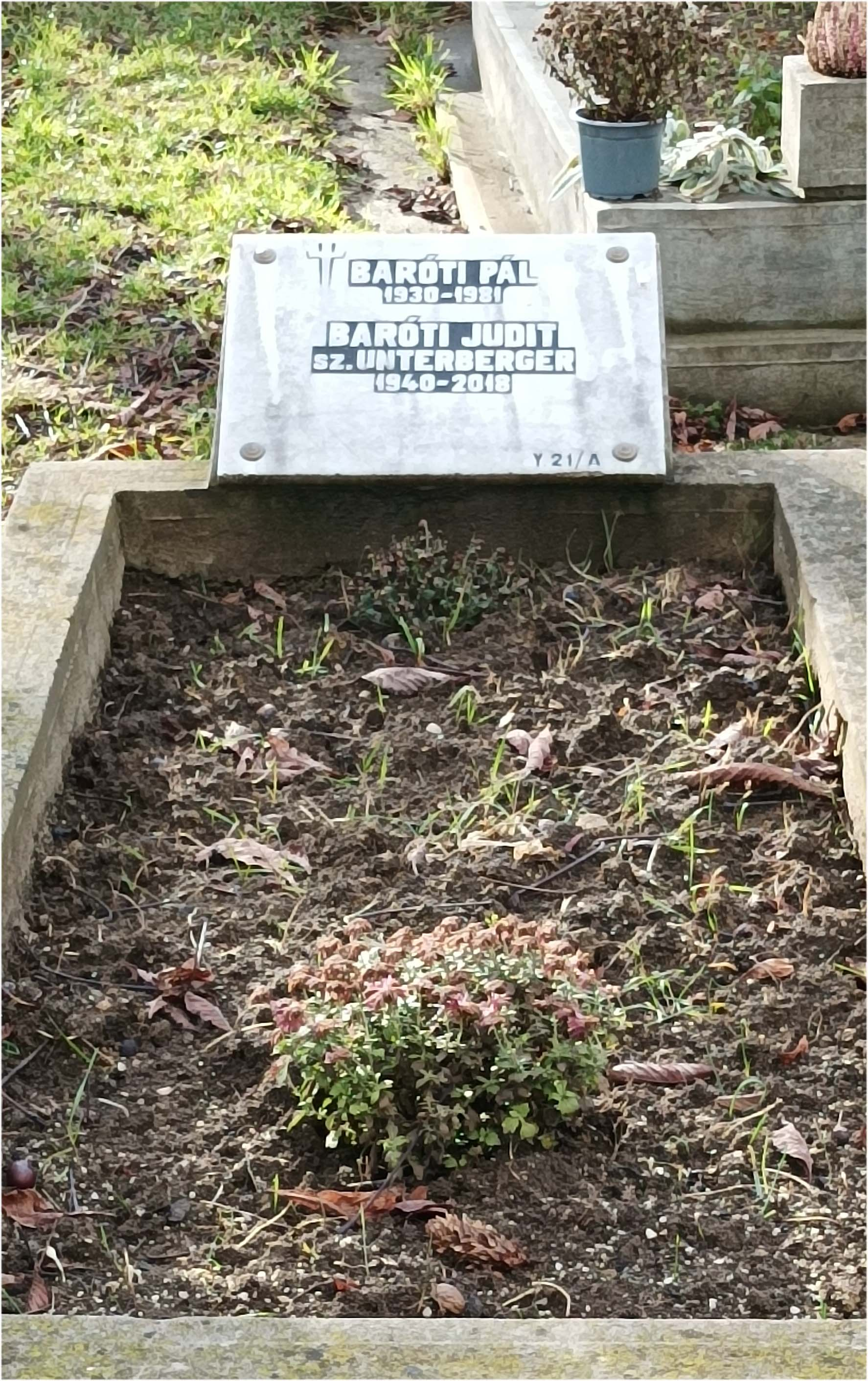
Sírja a Házsongárdi temető déli, új részében

Baróti Judit, névváltozat Pápai (Szatmárnémeti, 1940. június 1. – Bukarest, 2018. április 18.) romániai újságíró, szerkesztő, Baróti Pál felesége.

## Életpályája
1962-ben lélektan-magyar szakot végzett a Babeș–Bolyai Tudományegyetemen. 
1970 és 1972 között a Korunk, 1972 és 1975 között pedig bukaresti Politikai Könyvkiadó nemzetiségi részlegén volt szerkesztő, 1975–1990 és 1992-1996 között A Hét tudományrovatának szerkesztője, 1977 és 1989 között a TETT (A Hét tudományos ismeretterjesztő melléklete) számait szerkesztette (mintegy negyvenöt számot). 1990 és 1992 között a Valóság szerkesztőségi főtitkára volt. Cikkei, tanulmányai, interjúi rendszeresen jelentek meg A Hétben és A Hét évkönyveiben. Ugyanott a pedagógiai-lélektani témájú írások az ő gondozásában jelentek meg. 
Bukarestben élt.